# La Face cachée d'Adolf Hitler
Pour plus de détails, voir Fiche technique et Distribution.
La Face cachée d'Adolf Hitler ou Nazis dans le rétro est un film français réalisé par Richard Balducci et sorti en 1977.

## Synopsis
À Braunau am Inn, en 1977, Albert Hitler, le fils d'Adolf, essaie de retrouver des gens qui ont connu son père.

## Fiche technique
- Titre : La Face cachée d'Adolf Hitler
- Autre titre : Nazis dans le rétro
- Réalisation : Richard Balducci
- Scénario : d'après une histoire de Claude Briac
- Photographie : Jean-Paul Pradier
- Son : Jean-Pierre Delorme
- Montage : Geneviève Letellier
- Société de production : Concorde Productions
- Distribution :  Inter Écran
- Pays d'origine :  France
- Durée : 87 minutes
- Date de sortie : 25 mai 1977

## Distribution
- Billy Frick : Adolf Hitler
- Albert de Médina
- Pierre Desproges : Albert Hitler, le fils d'Adolf
- Madeleine Bouchez